# Дроздовська-Галатіна Любов Олександрівна
Дроздовська-Галатіна Любов Олександрівна — український кінорежисер, сценарист, телережисер.
Народилася 29 травня 1958 р. Закінчила Київський державний інститут театрального мистецтва ім. І. Карпенка-Карого (1980, майстерня В. Чубасова). Працює на телебаченні.
Створює циклові передачі:
- «Новини кіноекрана»,
- «Все про кіно»,
- «Крупним планом»Великий план або Зблизька[джерело?],
- «В кадрі та поза кадром».

Автор сценарію і режисер стрічки «Родимка» (1991, т/о «Дебют»).